# Caspar von Teutleben

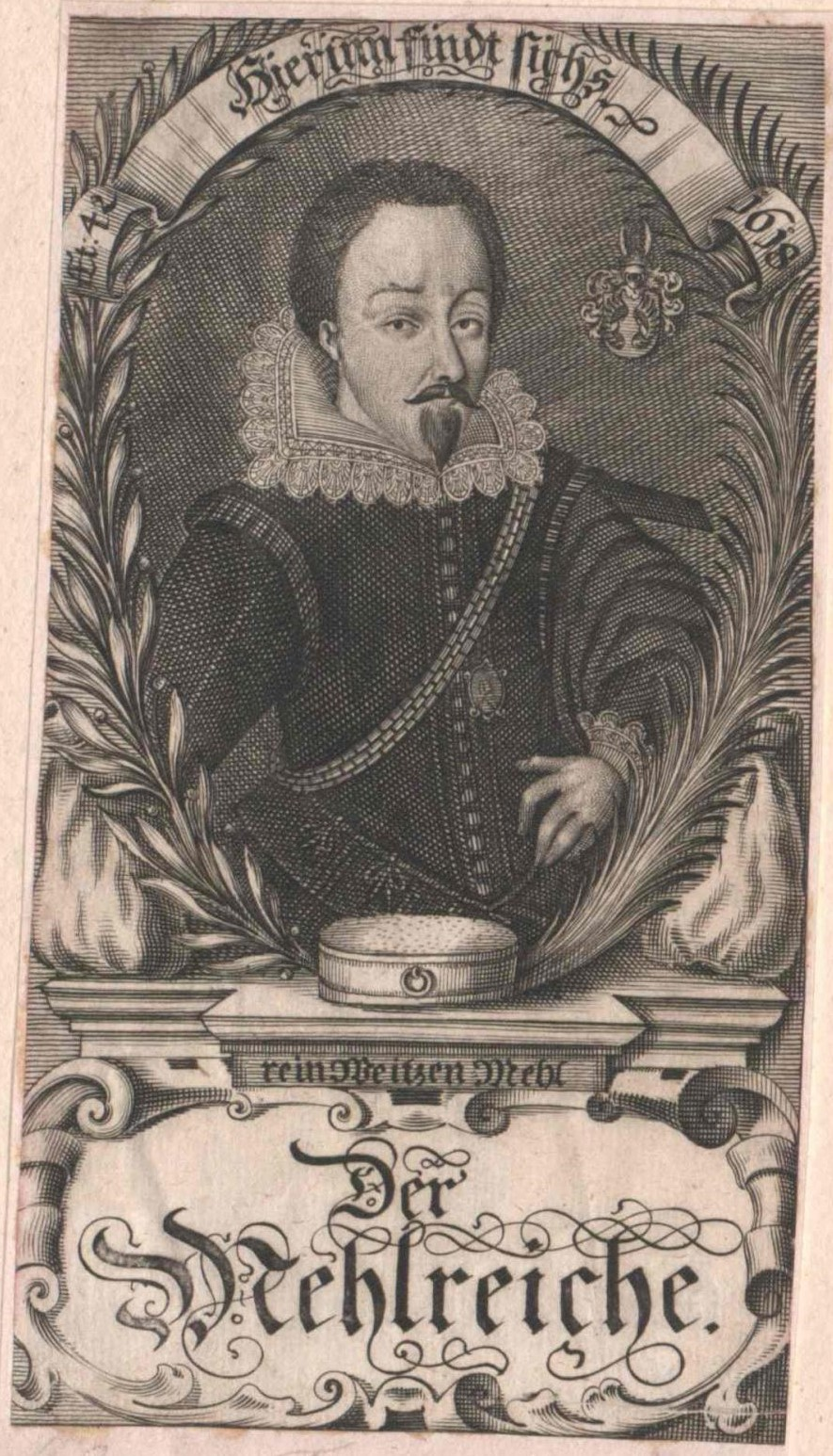
Caspar von Teutleben

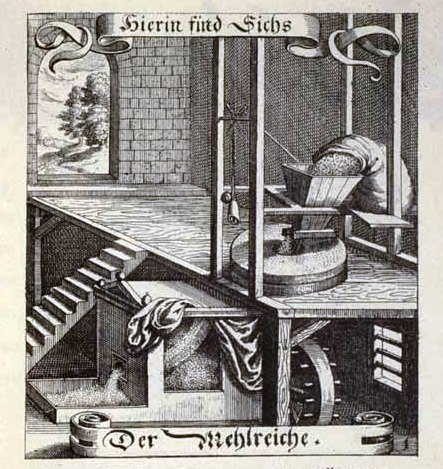
Imprese Caspars von Teutleben

Caspar von Teutleben (modernisiert Kaspar von Teutleben; * 27. März 1576 in Laucha; † 11. Februar 1629 in Wenigensömmern) war Hofmeister, Prinzenerzieher und Mitbegründer der in Weimar ansässigen Sprachakademie Fruchtbringende Gesellschaft.

## Leben
Caspar von Teutleben war Sohn von Johann Ernst von Teutleben und Brigitte von Köttritz. Er genoss den Unterricht durch Hauslehrer, bis er sich an der Universität Jena immatrikulierte. Dort studierte er bis 1597. Im selben Jahr begab er sich auf eine ausgedehnte Grand Tour nach Italien, wo er u. a. an den Universitäten in Padua, Florenz und Siena studierte.
Zum Jahreswechsel 1603/04 kehrte er als Hofmeister nach Deutschland zurück und schon einige Monate später wurde er zum sachsen-weimarischen Kammerjunker bestellt. Am 14. April 1607 heiratete er Agnes Magdalena von Tangel. Ab 1608 fungierte er als Erzieher der nachmaligen Herzöge Johann Ernst des Jüngeren und Friedrich von  Sachsen-Weimar. Mit diesen beiden sollte er ca. neun Jahre später die Fruchtbringende Gesellschaft gründen.
Zwischen 1611 und 1613 arbeitete Teutleben zusätzlich noch als Hofgerichtsassessor in Jena. Von 1613 bis 1614 begleitete er Johann Ernst den Jüngeren von Sachsen-Weimar auf dessen Cavalierstour durch Frankreich, England und die Niederlande.
Am 15. September 1616 wurde Teutleben zum Hofmarschall in Weimar ernannt. Vier Jahre später avancierte er zum Geheimen Rat in Coburg. Bei einer Trauerfeier anlässlich des Todes der Herzogin Dorothea Maria von Sachsen-Weimar am 24. August 1617 regte Teutleben die Gründung einer Organisation nach dem Vorbild der Accademia della Crusca an. Die Gründung der Fruchtbringenden Gesellschaft wurde auf der Stelle beschlossen und der Bruder der Verstorbenen, Fürst Ludwig von Anhalt-Köthen, als ihr erstes Oberhaupt ernannt, als welches er bis zu seinem Tod 1650 amtierte.
Das Köthener Gesellschaftsbuch verzeichnet den Initiator Teutleben mit seinem Beinamen der Mehlreiche unter Nummer 1. Auch findet sich hier sein Sinnspruch Hierin find ichs und sein Emblem Ein Sack voll Weizenkorn / zu mahlen sich einschüttend / und unter das Mehl außm Beutel fallend. Auch hier wird der Hinweis auf das italienische Vorbild deutlich.